# Rosnay-l'Hôpital
Rosnay-l'Hôpital és un municipi francès situat al departament de l'Aube i a la regió del Gran Est. L'any 2007 tenia 215 habitants.

## Demografia

### Població
El 2007 la població de fet de Rosnay-l'Hôpital era de 215 persones. Hi havia 80 famílies de les quals 16 eren unipersonals (4 homes vivint sols i 12 dones vivint soles), 40 parelles sense fills, 20 parelles amb fills i 4 famílies monoparentals amb fills.
La població ha evolucionat segons el següent gràfic:
Habitants censats

### Habitatges
El 2007 hi havia 114 habitatges, 84 eren l'habitatge principal de la família, 14 eren segones residències i 16 estaven desocupats. 109 eren cases i 2 eren apartaments. Dels 84 habitatges principals, 63 estaven ocupats pels seus propietaris, 13 estaven llogats i ocupats pels llogaters i 8 estaven cedits a títol gratuït; 4 tenien dues cambres, 8 en tenien tres, 20 en tenien quatre i 52 en tenien cinc o més. 70 habitatges disposaven pel capbaix d'una plaça de pàrquing. A 39 habitatges hi havia un automòbil i a 38 n'hi havia dos o més.

### Piràmide de població
La piràmide de població per edats i sexe el 2009 era:
| Homes | Edats   | Dones |
| ----- | ------- | ----- |
| 0     | 95 o +  | 0     |
| 0     | 90 a 94 | 0     |
| 0     | 85 a 89 | 0     |
| 0     | 80 a 84 | 8     |
| 4     | 75 a 79 | 4     |
| 12    | 70 a 74 | 4     |
| 8     | 65 a 69 | 12    |
| 4     | 60 a 64 | 0     |
| 12    | 55 a 59 | 4     |
| 0     | 50 a 54 | 16    |
| 12    | 45 a 49 | 4     |
| 8     | 40 a 44 | 8     |
| 12    | 35 a 39 | 12    |
| 12    | 30 a 34 | 8     |
| 4     | 25 a 29 | 0     |
| 0     | 20 a 24 | 0     |
| 12    | 15 a 19 | 0     |
| 4     | 10 a 14 | 8     |
| 8     | 5 a 9   | 12    |
| 12    | 0 a 4   | 12    |

## Economia
El 2007 la població en edat de treballar era de 122 persones, 90 eren actives i 32 eren inactives. De les 90 persones actives 80 estaven ocupades (48 homes i 32 dones) i 10 estaven aturades (3 homes i 7 dones). De les 32 persones inactives 13 estaven jubilades, 8 estaven estudiant i 11 estaven classificades com a «altres inactius».

### Ingressos
El 2009 a Rosnay-l'Hôpital hi havia 84 unitats fiscals que integraven 241 persones, la mediana anual d'ingressos fiscals per persona era de 14.847 €.

### Activitats econòmiques
Dels 15 establiments que hi havia el 2007, 3 eren d'empreses extractives, 1 d'una empresa de fabricació d'altres productes industrials, 3 d'empreses de construcció, 2 d'empreses de transport, 1 d'una empresa d'hostatgeria i restauració, 2 d'empreses financeres i 3 d'empreses de serveis.
Dels 2 establiments de servei als particulars que hi havia el 2009, 1 era un paleta i 1 fusteria.
L'any 2000 a Rosnay-l'Hôpital hi havia 10 explotacions agrícoles que ocupaven un total de 504 hectàrees.

## Equipaments sanitaris i escolars
El 2009 hi havia una escola elemental.

## Poblacions més properes
El següent diagrama mostra les poblacions més properes.